# Angelo Bianchi

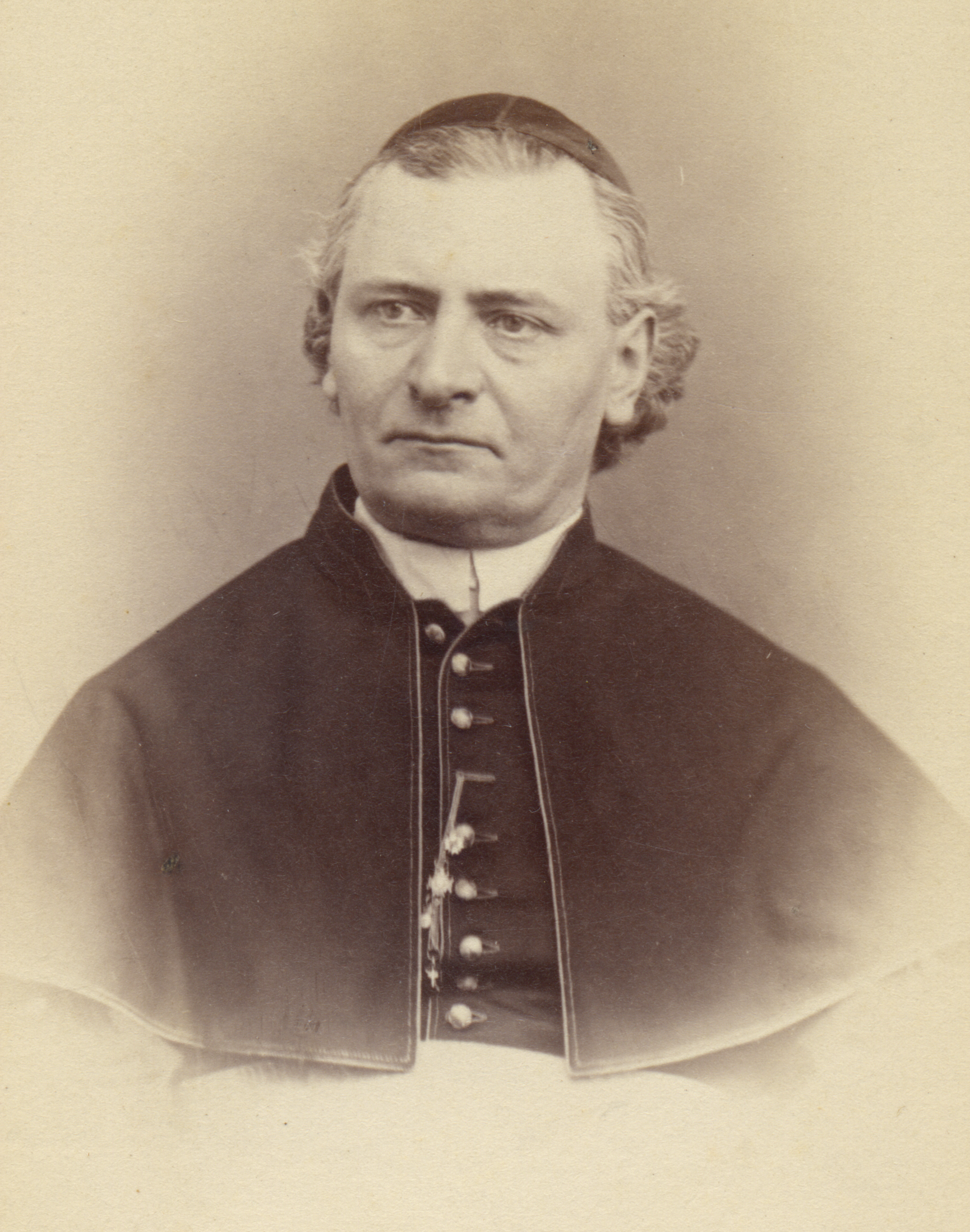
Prälat Angelo Bianchi (nachmaliger Kardinal) in seiner Zeit als Geschäftsträger der Schweizer Nuntiatur (1864–1868)

Angelo Bianchi (* 19. November 1817 in Rom; † 22. Januar 1897 ebenda) war ein italienischer Kurienkardinal.

## Leben
Bianchi, aus einer wohlhabenden Familie stammend, studierte am Seminar San Apollinare in Rom. Wann er die Priesterweihe empfing, ist nicht bekannt. Danach wurde er Apostolischer Protonotar und ging 1864 an die Schweizer Nuntiatur in Luzern, wo er bis 1868 als Geschäftsträger der Nuntiatur amtete. Entgegen dem Wunsch des Schweizerischen Bundesrates weigerte sich Bianchi, den Sitz der Nuntiatur vom katholischen Luzern in die Bundesstadt Bern zu verlegen.
Nach einer sechsjährigen Tätigkeit als Päpstlicher Gesandter in den Niederlanden, ernannte ihn Papst Pius IX. am 10. Oktober 1874 zum Titularerzbischof von Myra. Am 1. November desselben Jahres spendete ihm Kardinal Giuseppe Berardi die Bischofsweihe; Mitkonsekratoren waren Salvatore Nobili Vitelleschi, Sekretär der Kongregation für die Bischöfe und Regularen, und François Marinelli, Sakristan des Apostolischen Palastes. Zwei Wochen später wurde Angelo Bianchi Nuntius im Königreich Bayern. Drei Jahre später, im Juni 1877, ernannte ihn Pius IX. zum Sekretär der Bischofskongregation. Pius’ Nachfolger Leo XIII. schickte ihn am 30. September 1879 als Nuntius nach Spanien. Am 25. September 1882 nahm Leo XIII. ihn als Kardinalpriester der Titelkirche Santa Prassede in das Kardinalskollegium auf. Im November 1887 wurde Kardinal Bianchi Präfekt der Ritenkongregation, zwei Jahre später wurde er zum Kardinalbischof von Palestrina erhoben.
Er starb im Januar 1897 im Alter von 79 Jahren in Rom. Beigesetzt wurde er in einem Familiengrab auf dem Campo Verano.